# Псевдотсуга Мензіса

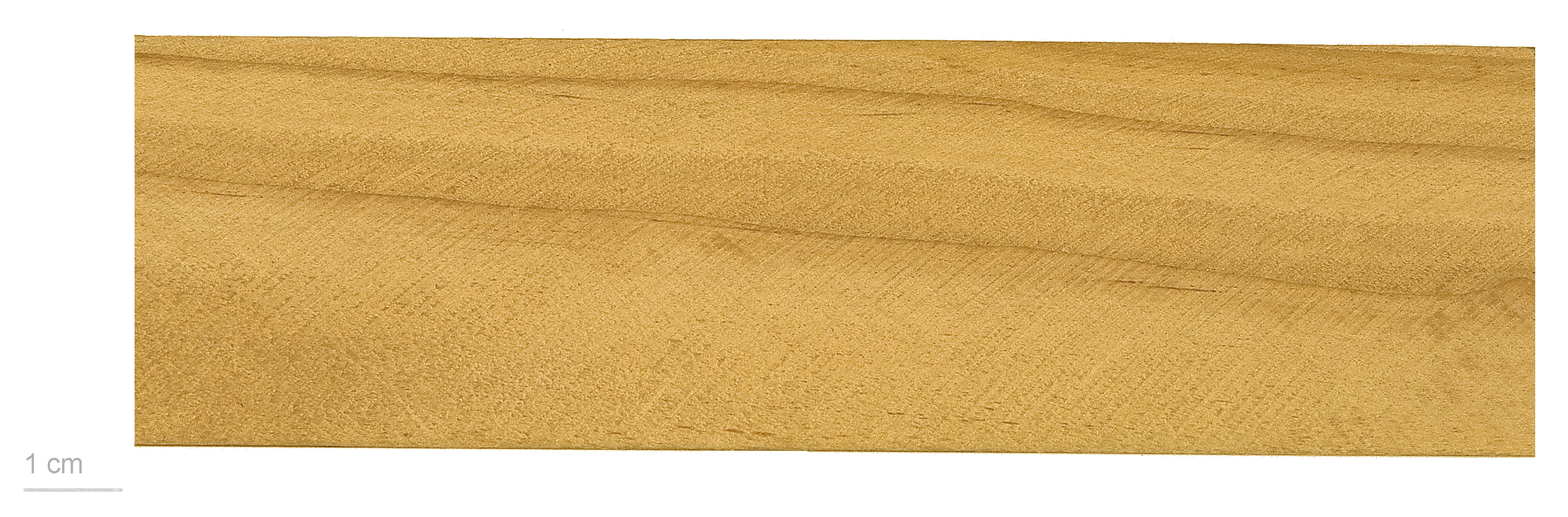
Деревина Pseudotsuga menziesii — Тулузький музей

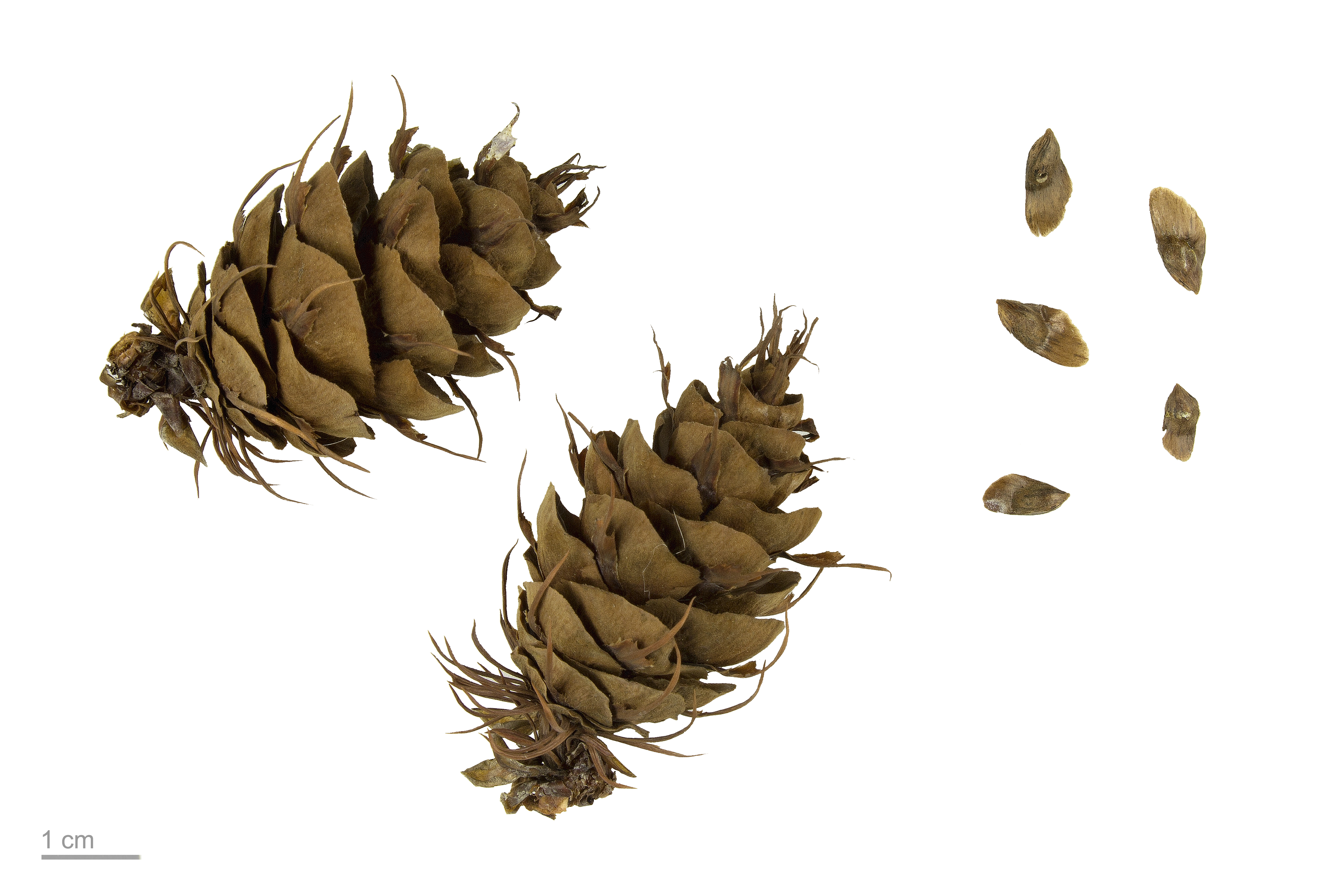
Pseudotsuga menziesii — Тулузький музей

Дуґласія тисолиста, іноді псевдотсуга Мензіса або псевдотсуга тисолиста, або  (Pseudotsuga menziesii (Mirb.) Franco) — вид дуґласії, вічнозелена хвойна рослина, батьківщиною якої є прибережні та гірські райони західної Північної Америки від західної Британської Колумбії до центральної Каліфорнії та до Альберти і Нью-Мексико углиб материка. Входить до складу родини соснових (Pinaceae).

## Ботанічна характеристика

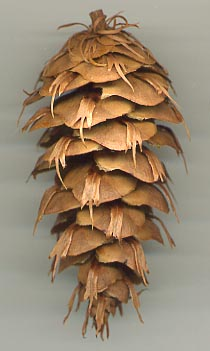
Шишка дуґласії тисолистої

Дерево висотою до 50–75(115) м, діаметром до 1,5–2,0(4) м. Стовбур циліндричний. У молодому віці кора гладка, тонка, сіра, у старшому товста, оскільки з віком формується незначний корковий шар. Крона пірамідальна, з повислими гілками. Хвоя плоска, довжиною 1,5–3,0 см, тонка, світло-зелена, знизу дві білі смуги. Розташована вона неправильно гребінчасто. Бруньки вкриті лусками, гострі, блискучі.
Чоловічі стробіли мають вигляд жовтих колосків, жіночі — зелено-пурпурових шишечок. Шишки повислі, яйцеподібно-циліндричні, довжиною 7–12 см. Покривні луски трилопатеві, середня лопать загострена, витягнута, дуже виступає за насіннєві луски. Дозріває у вересні першого року. Насінини ромбічні, завдовжки до 7 мм. Маса 1000 штук насінин сягає 8–14 г.

## Екологічна приуроченість
Швидкоросла, світлолюбна, середньо-вибаглива до родючості ґрунту. Високопродуктивна, запас деревини може сягати до 1000 м³ з одного гектара

## Різновиди і сорти
Деякі автори виділяють більше 10 видових різновидів; є також численні сортові форми, в тому числі багатостовбурні, компактні, з сизою і сизо-зеленою хвоєю. Серед сортів з незвичайною формою крони виділяються багатостовбурна і плосковерхівкова форма 'Compacta', карликова 'Densa' і поникла 'Glauca Pendula'.
Сортові форми дуґласії тисолистої трапляються в садах вкрай рідко. Разом з тим як природні, так і сортові різновиди не тільки надзвичайно морозостійкі, але і не страждають від весняного сонця.
Широке поширення в садах отримав схожий на пишну блакитну ялину сорт 'Glauca' (різновид Pseudotsuga menziesii var. Glauca) — дуґласія сиза, іноді виділяється в окремий вид. У порівнянні з береговою формою дуґласія тисолиста, що росте на узбережжі Тихого океану, дуґласія сиза має гірське походження (Скелясті гори США). Вона не дуже великих розмірів, як береговий різновид (дуґласія тисолиста) — висота дуґласії сизої на батьківщині не більше 40-50 м, — але зате вона більш невибаглива та холодостійка і тому добре росте навіть в більш північних районах.

## Ареал
Зростає в Північній Америці вздовж берегів Тихого океану. В Європу дуґласія була завезена наприкінці 19 ст. і наш час поширена в лісах Німеччини і Швейцарії.

## Систематика
Вид поділяється на два підвиди:
- Прибережна псевдотсуга (Pseudotsuga menziesii var. menziesii) росте на узбережжі, від Тихого океану до вершин Каскадних гір і Сьєрра-Невада, від рівня моря до висоти 1 800 м.
- Псевдотсуга Скелястих гір (Pseudotsuga menziesii var. glauca) — росте далі від берега, займаючи гірські райони заходу Північної Америки.

## Цікаві факти
Найвища дуґласія тисолиста мала 119,8 метрів заввишки, 4,6 метрів у діаметрі і була, ймовірно, найвищим деревом на землі.
Дослідження з радіоактивним вуглецем-14 доводять, що доросла особина постачає своїх нащадків, яким не вистачає сонячного світла у підліску, поживними речовинами через підземну мережу симбіотичних грибів. Таким чином батьківське дерево підтримує ріст молодої парослі. На основі цього експерименту вчені припускають наявність соціальних зв'язків у рослин.

## Дуґласія в Україні
В Угольсько-Широколужанському заповідному масиві, що в Тячівському районі Закарпатської області, біля контори Угольського лісництва (при північній околиці с. Мала Уголька) на невеликій площі зростають насадження дуґласії, завезені сюди понад 100 років тому. Дерева добре прижились і плодоносять.
Одне дерево можна знайти у Сирецькому дендропарку в Києві.

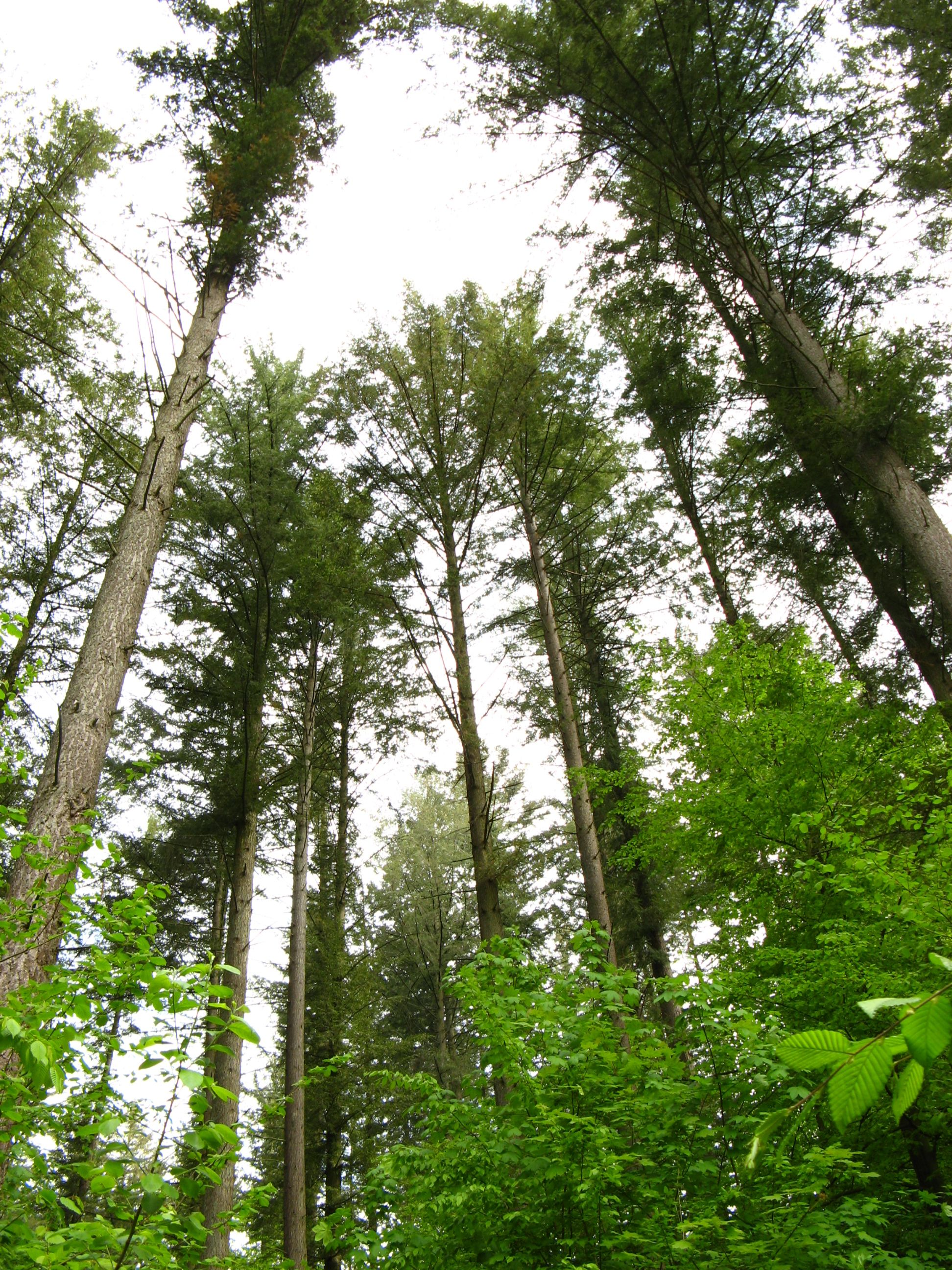
Дуґласія в Угольсько-Широколужанському заповідному масиві